# Forcepia megachela
Forcepia megachela är en svampdjursart som först beskrevs av Maldonado 1992.  Forcepia megachela ingår i släktet Forcepia och familjen Coelosphaeridae. Inga underarter finns listade i Catalogue of Life.